# بيت مروان (حبيش)

تعديل مصدري - تعديل

بيت مروان محلة تابعة لقرية هجامة، التابعة لعزلة جبل خضراء بمديرية حبيش إحدى مديريات محافظة إب في الجمهورية اليمنية، بلغ تعداد سكانها 67 حسب تعداد اليمن لعام 2004.